# 5,7 × 33 mm
Kaliber 5,7 × 33 mm var en svensk försökspatron från slutet av 1960-talet som var avsedd till Kpist m/45. Syftet var att öka eldkraften från detta vapen. Patronen tillverkades av Sako i Finland. 